# Ewa Siemaszko
Ewa Siemaszko (ur. 27 października 1947 w Bielsku) – polska inżynier technolog żywienia, od 1990 roku również badaczka ludobójstwa dokonanego na Polakach mieszkających na Kresach Wschodnich podczas II wojny światowej.

## Życiorys
Jest córką Władysława Siemaszki, absolwentką Wydziału Technologii Rolno-Spożywczej Szkoły Głównej Gospodarstwa Wiejskiego w Warszawie i Podyplomowego Studium Pedagogicznego. W latach 1970–1973 była asystentką w Wyższej Szkole Ekonomicznej w Katowicach, później pracowała w pozaszkolnej oświacie żywieniowej i jako nauczycielka.
Od 1990 zbiera i opracowuje dokumenty dotyczące losów ludności polskiej na Wołyniu podczas II wojny światowej. Była współautorką wystaw „Zbrodnie NKWD na Kresach Wschodnich II RP: czerwiec-lipiec 1941” w Muzeum Niepodległości w Warszawie w 1992 oraz „Wołyń naszych przodków” zorganizowanej w październiku 2002 w Domu Polonii w Warszawie. Od 2002 roku, wspólnie z Jarosławem Kosiatym, prowadzi serwis internetowy Wołyń naszych przodków, gdzie udostępnionych zostało ponad pół tysiąca starych fotografii, wspomnień i innych dokumentów, poświęconych życiu Polaków na kresowym Wołyniu. Współpracuje z Towarzystwem Miłośników Wołynia i Polesia, Stowarzyszeniem „Wspólnota Polska” oraz IPN.
Członkini Kapituły Nagrody „Semper Fidelis” przyznawanej przez Instytut Pamięci Narodowej.

## Publikacje
- Program zajęć dla młodzieży szkolnej z zakresu kultury życia codziennego i gospodarstwa domowego. Warszawa 1976 (red.)
- Żywienie dzieci i młodzieży. Warszawa 1976
- Jak odżywiać się zimą? Warszawa 1978
- Jak odżywiać się latem? Warszawa 1979
- Żywienie wczasowiczów na wsi. Warszawa 1979
- Wartościowe potrawy bezmięsne. Warszawa 1986, 1989 (współautor: Anna Kołłajtis-Dołowy)
- Przyjęcia w domu. Warszawa 1986, 1989
- Urozmaicone posiłki z dostępnych produktów. Warszawa 1988
- Terror ukraiński i zbrodnie przeciwko ludzkości dokonane przez OUN-UPA na ludności polskiej na Wołyniu w latach 1939–1945. Wyd. SUOZNU, Warszawa 1998 (współautor: Władysław Siemaszko)
- Ludobójstwo dokonane przez nacjonalistów ukraińskich na ludności polskiej Wołynia 1939–1945. T. 1 i 2. Warszawa 2000 (współautor: Władysław Siemaszko)[8]
- Wołyń naszych przodków. Śladami życia – czas zagłady. Album z okazji 60. rocznicy ludobójstwa dokonanego przez nacjonalistów ukraińskich OUN-UPA na ludności polskiej Wołynia. Warszawa 2008 (red.)

## Nagrody i odznaczenia
- Za monografię „Ludobójstwo dokonane przez nacjonalistów ukraińskich na ludności polskiej Wołynia 1939–1945” została w 2002 wraz z ojcem Władysławem uhonorowana Nagrodą Literacką im. Józefa Mackiewicza[9]
- 14 września 2010 została wraz z ojcem nagrodzona Medalem Pro Memoria[10].
- W 2011 roku wraz z ojcem Władysławem została odznaczona nagrodą Kustosza Pamięci Narodowej[11].